# Saxifragodes
Saxifragodes là một chi thực vật có hoa trong họ Saxifragaceae.